# Tidalium Pelo
Pour les articles homonymes, voir Pelo.
Tidalium Pelo est un cheval de race trotteur français qui participait aux courses de trot françaises et internationales, né le 30 avril 1963 et mort le 30 avril 1993.
Le « Diable noir », surnom dû à sa robe et à sa manière de surgir du peloton, est un peu oublié aujourd'hui. Mais ce grand cheval, aussi bien par la taille (1,73 m) que par le talent, fut un compétiteur de très haut niveau au début des années 1970, qui battait régulièrement Une de Mai à Vincennes.

## Naissance et élevage
Tidalium Pelo nait à Lalacelle, dans le département de l'Orne, le 30 avril 1963, de l'union de l'étalon Jidalium et de la poulinière Hase Williams, chez son naisseur Roger Lemarié. Le cheval se qualifie aisément à l'âge de 2 ans et Roger Lemarié le confie alors à l'entrainement chez Jean Mary à Grez-en-Bouère, dans le Sud-Mayenne.

## Carrière de course
Doué dès son plus jeune âge pour le trot monté, il remporte plusieurs classiques (aujourd'hui « groupes I ») avec l'aide de Jean Mary auquel il sera associé toute sa carrière. Il se révèle à l'attelé en 1969, en remportant notamment le Prix de France et le prix des Meilleurs à Munich. Il finit également, en avril de cette même année, deuxième du Grand Prix de la Loterie derrière sa grande rivale Une de Mai. Mais au cours du voyage retour qui se passe en train, le convoi est immobilisé, par une nuit glaciale, en raison d'une grève des conducteurs italiens. Quand son lad, Alain Blu, ouvre le wagon, Tidalium Pelo est en état d'hypothermie et son compagnon d'infortune Roc Wilkes, vainqueur de deux Prix de Bretagne et troisième d'un Prix de Paris, ne survivra pas. Après beaucoup de soins, il put reprendre la compétition et remporter les plus grandes épreuves françaises et européennes.

## Carrière au haras
Le « Diable noir » ne laisse pas derrière lui une descendance extraordinaire. Étalon au carnet bien rempli à la fin des années 1970, son plus riche produit est Quid Ergo, né en 1982, qui n'atteint que la somme de 924 700 FRF (245 692,79 EUR2023).
C’est en 1993 et le jour de son 30e anniversaire, lors d’une absence obligée de son compagnon humain, Albert Roumy-Goujon, auquel il était très attaché, que Tidalium Pelo meurt.

## Palmarès
France
- Prix d'Amérique (1971, 1972)
- Prix de Cornulier : (1970, 1972)
- Prix de France (1969, 1970)
- Prix des Élites (1967)
- Prix des Centaures (1968, 1969)
- Prix René-Ballière (1969)
- 2e Prix du Président de la République (1967)
- 2e Prix de Paris (1971)
- 2e Prix de l'Atlantique (1971)
- 2e Prix René-Ballière (1971)
- 3e Grand Critérium de vitesse de la Côte d'Azur (1969)
- 3e Prix d'Amérique (1970)

 Suède
- Elitloppet (1971)

 Allemagne
- Grand Prix d'Allemagne (1967)
- Prix des Meilleurs (1969)
- Grand Prix de Bavière (1970)

 Italie
- Grand Prix de la Côte d'Azur (1969)
- 2e Grand Prix de la Loterie (1969)

 États-Unis
- 2e International Trot (1970)

## Origines
| Origines de Tidalium Pelo, mâle. | Origines de Tidalium Pelo, mâle. | Origines de Tidalium Pelo, mâle. | Origines de Tidalium Pelo, mâle. |
| -------------------------------- | -------------------------------- | -------------------------------- | -------------------------------- |
| Père Jidalium                    | Loudéac                          | Boléro                           | Koenigsberg                      |
| Père Jidalium                    | Loudéac                          | Boléro                           | Odette                           |
| Père Jidalium                    | Loudéac                          | Bonne Fortune                    | Jongleur                         |
| Père Jidalium                    | Loudéac                          | Bonne Fortune                    | Querelleuse                      |
| Père Jidalium                    | Lyette                           | Enfant de Troupe                 | Quo Vadis                        |
| Père Jidalium                    | Lyette                           | Enfant de Troupe                 | Olga                             |
| Père Jidalium                    | Lyette                           | Dona Sol                         | Koenigsberg                      |
| Père Jidalium                    | Lyette                           | Dona Sol                         | Odessa                           |
| Mère Hase Williams               | Mousko Williams                  | Sam Williams                     | Peter Scott (US)                 |
| Mère Hase Williams               | Mousko Williams                  | Sam Williams                     | Blitzie (US)                     |
| Mère Hase Williams               | Mousko Williams                  | Carlotta                         | Énoch                            |
| Mère Hase Williams               | Mousko Williams                  | Carlotta                         | Junon                            |
| Mère Hase Williams               | Tanagra                          | Sam Williams                     | Peter Scott (US)                 |
| Mère Hase Williams               | Tanagra                          | Sam Williams                     | Blitzie (US)                     |
| Mère Hase Williams               | Tanagra                          | Ernee                            | Ouistiti                         |
| Mère Hase Williams               | Tanagra                          | Ernee                            | Glory (US)                       |

## Sources
- Pierre Joly, Trotteurs de légende, édit. Ouest-France, Rennes, 1998,  (ISBN 2737322707)
- Ils trottent dans nos mémoires
- Homéric, Dictionnaire amoureux du cheval